# Даньшин Ручей
Даньшин Ручей — деревня в Вашкинском районе Вологодской области.
Входит в состав Покровского сельского поселения, с точки зрения административно-территориального деления — в Покровский сельсовет.
Расстояние по автодороге до районного центра Липина Бора — 77 км, до центра муниципального образования деревни Покровское — 1,5 км. Ближайшие населённые пункты — Дряблое, Калитино, Покровское.
По переписи 2002 года население — 36 человек (17 мужчин, 19 женщин). Всё население — русские.